# Billie Holiday
Eleanora Fagan, o Elinore Harris, nota come Billie Holiday (Filadelfia, 7 aprile 1915 – New York, 17 luglio 1959), è stata una cantante statunitense, fra le più grandi di tutti i tempi nei generi jazz e blues. Decise di chiamarsi "Billie" in omaggio all'attrice Billie Dove. Come cognome d'arte scelse quello di suo padre, Clarence Halliday, noto come Clarence Holiday.

## Biografia

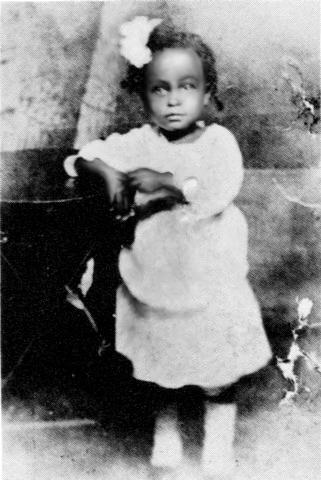
Billie Holiday a due anni

### Infanzia e formazione
La madre di Billie, Sarah Sadie Fagan, ballerina di fila, rimase incinta dopo un rapporto occasionale con Clarence Holiday, un giovanissimo suonatore di banjo. Entrambi erano adolescenti: sua madre aveva infatti 14 anni, mentre il padre 17.
Il padre non si occupò quasi mai di lei, abbandonandola quasi subito dopo la nascita per seguire le orchestre itineranti con cui suonava.
La piccola trascorse i primi anni a Baltimora (spesso indicata come città di nascita di Billie, ma recenti ricerche hanno indicato che ella era nata in realtà a Filadelfia, dove sua madre Sadie lavorava come domestica per una ricca famiglia bianca). Successivamente Billie e la madre si separarono. Sadie, che non riceveva alcun sostegno economico, neanche dal padre della bambina, si trasferì a New York dove trovò lavoro come domestica e affidò Billie ai propri genitori e a una cugina, che trattò la piccola duramente. Nella casa di Baltimora abitava anche la madre del nonno della bambina, che da giovane, schiava in una grande piantagione della Virginia, aveva avuto sedici figli dal proprio padrone.
Sul proprio essere discendente di una donna mulatta, Billie Holiday rifletterà amaramente quando ricorderà di essere stata vittima di razzismo anche da parte di chi, tra i neri, considerava la sua pelle «troppo chiara».
Subì un tentativo di stupro all'età di undici anni: la madre denunciò immediatamente l'uomo, che venne arrestato. Così Billie fu inviata per qualche mese alla House of the Good Shepherd (Casa del Buon Pastore) sotto custodia protettiva; uscì nel febbraio 1927 quando aveva quasi 12 anni.
Ancora bambina, Billie raggiunse la madre a New York, dove la donna si procurava da vivere prostituendosi in un bordello clandestino di Harlem; Billie, per guadagnare qualche soldo in più per se stessa e la mamma, lavava gli ingressi delle case del quartiere: la tenutaria del bordello, da cui veniva pagata, in cambio le lasciava ascoltare i suoi dischi di Bessie Smith e Louis Armstrong sul fonografo del salotto. Quando la polizia scoprì il lupanare, Billie fu arrestata e condannata a quattro mesi di riformatorio. Rimessa in libertà, per evitare di iniziare a prostituirsi cercò lavoro come ballerina in un locale notturno. Il provino inizialmente non riuscì perché non sapeva ballare ma fu assunta immediatamente quando la sentirono cantare; a quindici anni iniziò la carriera di cantante nei club di Harlem.
In questo periodo le colleghe iniziarono a chiamarla «Lady» ("la signora"), perché si rifiutava di ricevere le banconote delle mance dei clienti, come facevano tutte, infilate nella camicetta o tra le gambe.

### Inizi della carriera
Nel 1933, diciottenne, mentre cantava al "Log Cabin" fu notata dal produttore John Hammond, che le organizzò alcune sedute in sala d'incisione con suo cognato Benny Goodman. Tra il 27 novembre e il 3 dicembre 1933 incise i suoi primi due dischi con l'orchestra di Goodman: Your Mother's Son-in-law e Riffin' the Scotch, che passarono inosservati. Hammond tuttavia continuò a credere in lei e nel 1935 le procurò un contratto  per alcune incisioni sotto l'etichetta Brunswick, con una formazione capeggiata dal pianista Teddy Wilson. Queste utlime incisioni ebbero successo e fecero conoscere Billie. «Si imponeva per la sua voce intensamente drammatica, per la capacità di "volare" sul tempo e per l'emozione che sapeva trasmettere anche su testi banali».
Nel 1936 cominciò a incidere col proprio nome per l'etichetta Vocalion. Successivamente lavorò con grandi nomi del jazz come Count Basie, Artie Shaw e Lester Young, al quale fu legata da un intenso rapporto d'amicizia e per il quale coniò il soprannome "Prez" ("il presidente"), mentre egli inventò per lei "Lady Day".

### Il successo
Billie Holiday, con l'aiuto e il supporto di Artie Shaw, fu tra le prime cantanti nere ad esibirsi assieme a musicisti bianchi. Nei locali dove cantava, Holiday doveva usare l'ingresso riservato ai neri e rimanere chiusa in camerino fino all'entrata in scena. Una volta sul palcoscenico, si trasformava in Lady Day; portando sempre una o più gardenie bianche tra i capelli, che divenne il suo segno distintivo.
Nel 1939, sfidando le discriminazioni razziali, cantò una canzone coraggiosa, Strange Fruit (Grammy Hall of Fame Award 1978). Lo strano frutto era il corpo di un nero ucciso dai bianchi e appeso a un albero. La canzone divise il pubblico; Holiday poté eseguirla solo se la direzione del club lo consentiva e attirò l'attenzione di Harry J. Anslinger, direttore del FBN (Federal Bureau of Narcotics) noto per essere assai razzista anche per gli standard dell'epoca. Anslinger le ordinò di non eseguire più la canzone, ma Holiday rifiutò di obbedire, e così l'agente la fece pedinare per coglierla nell'atto di acquistare stupefacenti (Holiday assumeva marijuana ed eroina), cosa che poi avvenne e costò a Holiday 18 mesi di carcere.

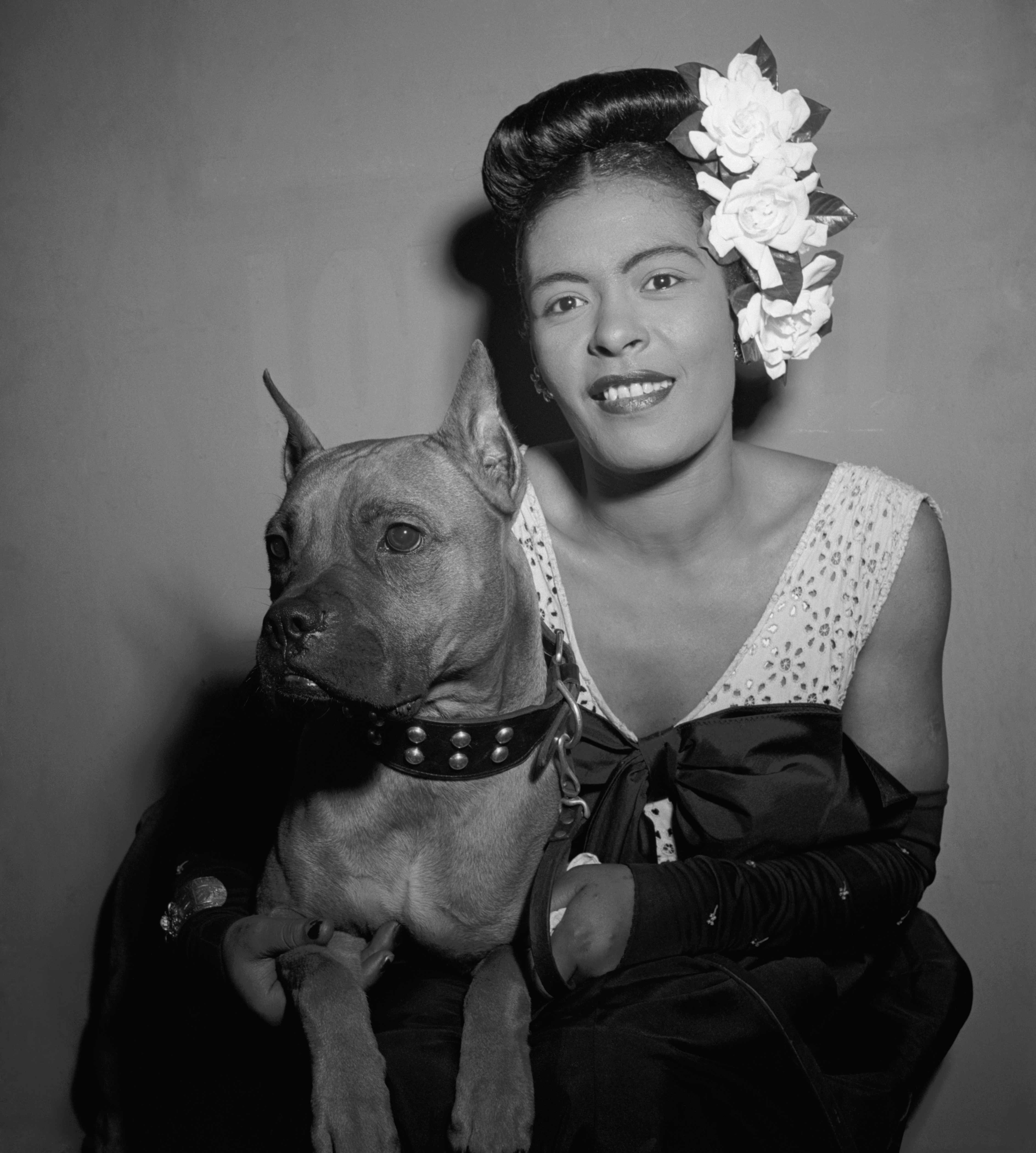
Ritratto di Billie Holiday col suo cane, Mister, eseguito nel 1947 da William P. Gottlieb al Downbeat Club di New York.

All'inizio degli anni quaranta, affrontò un matrimonio tormentato con il musicista Joe Guy e la morte della madre. Ciò non le impedì di realizzare eccellenti incisioni per la Commodore con l'orchestra del pianista Eddie Heywood come ad esempio il singolo Embraceable You 1944 (Grammy Hall of Fame Award 2005).
Nel 1947 apparve nel film-musical La città del jazz, accanto a Louis Armstrong. Assunse poi un nuovo impresario, Norman Granz, che le procurò scritture con importanti musicisti jazz: Benny Carter, Oscar Peterson, Ben Webster, Coleman Hawkins, Buck Clayton, Tony Scott e il pianista Mal Waldron, che negli ultimi anni l'accompagnò in tutti i concerti.
Nel 1954 andò in tournée in Europa. Si esibì in Italia una sola volta, nel 1958, dal 3 al 9 novembre, al Teatro Smeraldo di Milano, un grande cinema-teatro che all’epoca aveva abitualmente in cartellone produzioni di avanspettacolo. Il pubblico, non abituato al jazz, non gradì il genere e Holiday non poté nemmeno cantare tutti i brani in scaletta e, dopo il quinto pezzo, fu fatta tornare in camerino. Il 9 novembre, ultimo giorno di permanenza a Milano, fu organizzato da appassionati e intenditori di jazz uno spettacolo "riparatore" al Gerolamo, in piazza Beccaria, grazie al fido Mal Waldron. Il pubblico le tributò una vera ovazione. Il 23 novembre fu ospite del programma televisivo Noi e loro di Marcello Marchesi, presentato da Nino Taranto e con la regia di Vito Molinari.

### Gli ultimi anni
All'inizio del 1959 la cantante scoprì di essere affetta da cirrosi epatica. Su invito del medico, decise di smettere di bere, ma riprese poco dopo. In maggio il suo peso scese di 9 chili. Molte persone che le erano vicine, tra cui il suo manager, il giornalista Allan Morrison e diversi amici, cercarono di convincerla a ricoverarsi in ospedale, senza successo. Il 15 marzo morì il suo vecchio amico Lester Young. I parenti di Young non permisero a Billie Holiday di cantare al suo funerale e questo la turbò profondamente.
Il 31 maggio 1959 la cantante fu trovata a terra incosciente nel suo appartamento di New York. Fu immediatamente ricoverata ma anche arrestata perché nella sua stanza avevano trovato della droga. Al Metropolitan Hospital Center le analisi evidenziarono problemi al fegato e disturbi cardiovascolari.
Fu piantonata per l'intera degenza su ordine di Anslinger, il direttore del FBN che l'aveva perseguitata a causa della canzone Strange Fruit già nel 1939. Il trattamento di Holiday prevedeva anche del metadone per contrastare le astinenza da oppioidi; lo ricevette per 10 giorni, durante i quali le sue condizioni migliorarono, ma poi la somministrazione venne interrotta su ordine di Anslinger e Holiday peggiorò nuovamente. Anslinger inoltre proibì le visite, la fece rimuovere dalla lista dei pazienti critici e la fece ammanettare al letto, nonostante le proteste che stavano avvenendo all'esterno dell'ospedale.
Il 15 luglio Holiday ricevette l'estrema unzione secondo il rito cattolico; la sua morte avvenne dopo due giorni, alle 3:10 antimeridiane del 17 luglio 1959. Il referto medico della morte evidenziò un edema polmonare e un'insufficienza cardiaca.

## Lascito culturale
La carriera e la vita di Billie Holiday furono segnate dall'ostilità dei suprematisti bianchi, dalla dipendenza dall'alcool e dalla droga, da relazioni burrascose e da problemi finanziari. Anche la sua voce ne risentì e nelle sue ultime registrazioni l'impeto giovanile lasciò il posto al rimpianto. Il suo impatto sugli altri artisti fu comunque notevole in ogni fase della sua carriera.
Tra le canzoni più famose del repertorio di Billie Holiday, vanno ricordate God Bless the Child (da lei composta) (Grammy Hall of Fame Award 1976), Lover Man del 1945 anch'essa premiata con il Grammy Hall of Fame Award 1989, I Loves You Porgy e The Man I Love di George Gershwin, Billie's Blues, Fine and Mellow, Stormy Weather, Strange Fruit. Quest'ultima canzone fu negli anni quaranta l'inno della protesta per i diritti civili, in un'epoca in cui il suprematismo bianco era estremamente forte: i neri non avevano diritto al voto né ad un giusto processo, il linciaggio di neri per opera di bianchi era purtroppo frequente, specie nel Sud. Strange Fruit ebbe un enorme impatto e per questo venne osteggiato.
Blood on the leaves and blood at the root

Black body swinging in the Southern breeze

Strange fruit hanging from the poplar trees...»
sangue sulle foglie, sangue nelle radici,

un corpo nero penzola nella brezza del sud,

un frutto strano che pende dai pioppi...»
(Strange Fruit)
Billie Holiday nel 1956 scrisse la sua autobiografia, Lady Sings the Blues. In Italia è stata pubblicata da Longanesi nel 1959 con il titolo La signora canta il blues, nella traduzione di Mario Cantoni.
Nel 2002 l'album Lady Day: The Complete Billie Holiday on Columbia 1933–1944 vince il Grammy Award for Best Historical Album.

## Citazioni e riferimenti
- Diana Ross la interpretò nel film La signora del blues, tratto dalla sua autobiografia;
- La cantautrice e pianista russa naturalizzata statunitense Regina Spektor le dedica la canzone Lady inclusa nel suo quarto album Begin to Hope del 2006. Il brano inizia proprio con le parole "Lady sings the blues".
- Alla fine degli anni ottanta, gli U2 le dedicarono Angel of Harlem: «Lady Day got diamond eyes, she sees the truth behind the lies» ("Lady Day ha occhi di diamante, vede la verità dietro le bugie");
- Lou Reed intitolò Lady Day una delle sue più intense canzoni, secondo brano del concept album Berlin. Si tratta di un crudo e ironico ritratto femminile, chiaramente ispirato alla leggendaria figura di Holiday;
- Il regista Spike Lee le tributò un omaggio in una scena del film Malcolm X, in cui la si vede cantare in un locale notturno di Harlem.
- Lo scrittore Stefano Benni compose e interpretò Lady Sings the Blues, graffiante ritratto della cantante[18].
- Nel 2003, nell'album di debutto della cantante Amy Winehouse, Frank, vi è una cover della canzone (There Is) No Greater Love. Billie Holiday è una delle musiciste da cui la cantante jazz di Camden Town si è sentita ispirata maggiormente e ne è stata da sempre omaggiata.
- Nel 2006 il Teatro Nazionale Croato di Spalato mise in scena Billie Holiday, scritta dal cineasta Arsen Anton Ostojić e dall'attrice/cantante Ksenija Prohaska,[19] che la interpretò.
- Nel 2008 il gruppo musicale statunitense Warpaint cita la cantante nell'omonima canzone contenuta nell'EP Exquisite Corpse.
- La cantante Lana Del Rey, nel singolo The Blackest Day dell'album Honeymoon, omaggia Holiday.
- Il film del 2021 The United States vs. Billie Holiday, diretto da Lee Daniels, è incentrato sulla vita della cantante.

## Discografia
La discografia di Billie Holiday copre un arco temporale di 26 anni, dalla prima acerba prova nel luglio 1933 con il complesso di Benny Goodman, voluta e prodotta dal genero di questi, John Hammond; fino alle strazianti, dolorose ultime prove per la Columbia e la MGM nel 1959, l'anno della morte.
Holiday registrò per almeno tre etichette prestigiose: dal 1933 al 1942 con la Columbia Records (con le sussidiarie Brunswick, Vocalion e Okeh); dal 1944 al 1950 per la Decca e dal 1952 al 1957 per la Clef/Verve, di Norman Granz. Più breve fu la collaborazione con Commodore Records di Milt Gabler (nel 1939 e nel 1944). Molte delle registrazioni della Holiday furono realizzate per la pubblicazione su dischi a 78 giri, tanto che solo la Verve e la Columbia hanno pubblicato album che non fossero raccolte di pezzi già pubblicati in precedenza. In anni più recenti, a partire dagli anni 1970 in particolare e ancor più con l'avvento del CD, pressoché tutte le sue registrazioni ufficiali sono state ripubblicate come volumi singoli, in cofanetti antologici o integrali.

### 78 giri
| 1934 | Riffin' The Scotch/Your Mother's Son-In-Law (pubblicato come Benny Goodman And His Orchestra)                            | Columbia Records, 2867-D   | 6  |   |  |
| 1935 | What A Little Moonlight Can Do/A Sunbonnet Blue (And A Yellow Straw Hat) (pubblicato come Teddy Wilson And His Orchestra | Brunswick, 17767           | 12 |   |  |
| 1935 | Yankee Doodle Never Went To Town/Twenty Four Hours A Day (pubblicato come Teddy Wilson And His Orchestra                 | Brunswick, 7550            | 6  |   |  |
| 1935 | Rosetta/If You Were Mine (pubblicato come Teddy Wilson And His Orchestra                                                 | Brunswick, 02160           | 12 |   |  |
| 1936 | You Let Me Down |                            | 18 |   |  |
| 1936 | These Foolish Things (Remind Me of You)                                                                                  |                            | 5  |   |  |
| 1936 | It's Like Reaching for the Moon                                                                                          |                            | 17 |   |  |
| 1936 | No Regrets |                            | 9  |   |  |
| 1936 | Summertime |                            | 12 |   |  |
| 1936 | A Fine Romance |                            | 9  |   |  |
| 1936 | Let's Call a Heart a Heart                                                                                               |                            | 18 |   |  |
| 1936 | The Way You Look Tonight                                                                                                 |                            | 3  |   |  |
| 1936 | Who Loves You |                            | 4  |   |  |
| 1936 | That's Life, I Guess |                            | 20 |   |  |
| 1936 | I Can't Give You Anything But Love (Dear)                                                                                |                            | 5  |   |  |
| 1937 | Pennies from Heaven |                            | 3  |   |  |
| 1937 | I've Got My Love to Keep Me Warm                                                                                         |                            | 4  |   |  |
| 1937 | Please Keep Me in Your Dreams                                                                                            |                            | 13 |   |  |
| 1937 | This Year's Kisses |                            | 8  |   |  |
| 1937 | Carelessly |                            | 1  |   |  |
| 1937 | How Could You |                            | 12 |   |  |
| 1937 | Moanin' Low |                            | 11 |   |  |
| 1937 | They Can't Take That Away from Me                                                                                        |                            | 12 |   |  |
| 1937 | Mean to Me |                            | 7  |   |  |
| 1937 | Easy Living |                            | 15 |   |  |
| 1937 | Yours & Mine |                            | 16 |   |  |
| 1937 | Me, Myself & I |                            | 11 |   |  |
| 1937 | A Sailboat in the Moonlight                                                                                              |                            | 10 |   |  |
| 1937 | Getting Some Fun Out of Life                                                                                             |                            | 10 |   |  |
| 1937 | Trav'lin' All Alone |                            | 18 |   |  |
| 1937 | Nice Work If You Can Get It                                                                                              |                            | 14 |   |  |
| 1938 | My Man |                            | 12 |   |  |
| 1938 | You Go to My Head |                            | 20 |   |  |
| 1938 | I'm Gonna Lock My Heart                                                                                                  |                            | 2  |   |  |
| 1939 | Strange Fruit/Fine and Mellow                                                                                            |                            | 16 |   |  |
| 1941 | God Bless the Child |                            | 25 |   |  |
| 1942 | Trav'lin' Light |                            | 23 | 1 |  |
| 1945 | Lover Man (Oh, Where Can You Be?)/That Ole Devil Called Love                                                             |                            | 16 | 5 |  |
| 2001 | Lady Day: The Complete Billie Holiday on Columbia 1933–1944 (Boxset 10xCD)                                               | CBS_Sony Legacy Recordings |    |   |  |

### Album
| Anno                       | Titolo                                                 | Etichetta e Num. Cat.                                 |
| -------------------------- | ------------------------------------------------------ | ----------------------------------------------------- |
| 1946                       | Billie Holiday                                         | Commodore CR-2 (4 dischi a 78 giri)                   |
| 1947                       | Distinctive Song Stylings                              | Decca A-652 (4 dischi a 78 giri)                      |
| 1950                       | An Evening With Eddie Heywood and Billie Holiday (10") | Commodore FL 30001                                    |
| 1950                       | Billie Holiday Volume One (10")                        | Commodore 20005                                       |
| 1950                       | Billie Holiday Volume Two (10")                        | Commodore 20006                                       |
| 1951                       | Lover Man (10")                                        | Decca DL 5345                                         |
| 1951 (pubblic nel 1964)    | A Rare Live Recording Of Billie Holiday (Storyville)   | M2001                                                 |
| 1952                       | Billie Holiday Sings                                   | Clef MGC 118 (10") Mercury 89002 (4 dischi a 78 giri) |
| 1953                       | An Evening With Billie Holiday                         | Clef MGC 144 (10") Mercury 89028 (4 dischi a 78 giri) |
| 1954                       | Billie Holiday                                         | Clef MGC 161 (10") Mercury 89045 (4 dischi a 78 giri) |
| 1954                       | Billie Holiday at JATP                                 | Clef MGC 169 (10") Mercury 89053 (4 dischi a 78 giri) |
| 1955 (pubblicato nel 1958) | Stay With Me                                           | Verve MGV 8302                                        |
| 1955                       | Music for Torching                                     | Clef MGC 669 / Verve MV 2595                          |
| 1956                       | Recital by Billie Holiday                              | Clef MGC 686                                          |
| 1956                       | Solitude                                               | Clef MGC 690 / Verve V6-8074                          |
| 1956                       | Hall of Fame Series (7")                               | Columbia B-2534                                       |
| 1956                       | Velvet Mood                                            | Clef MGC 713                                          |
| 1956                       | Billie Holiday at JATP                                 | Verve MGC 718                                         |
| 1956                       | Lady Sings the Blues                                   | Clef MGC 721 / Verve MV 2047                          |
| 1956 (pubblicato nel 1959) | All or Nothing at All                                  | Verve MGV 8329                                        |
| 1956 (pubblicato nel 1961) | Carnegie Hall Concert                                  | Verve V6-8410                                         |
| 1957 (pubblicato nel 1958) | Songs for Distingué Lovers                             | Verve MGV 8257 / Verve 2352 085                       |
| 1957 (pubblicato nel 1960) | Body and Soul                                          | Verve MGV 8197                                        |
| 1957                       | Ella Fitzgerald and Billie Holiday at Newport          | Verve MGV 8234                                        |
| 1957 (pubblicato nel 1999) | A Midsummer Night's Jazz at Stratford '57              | Baldwin Street 308                                    |
| 1957                       | Sound of Jazz                                          | Columbia CL 1098                                      |
| 1958                       | Lady in Satin                                          | Columbia CL 1157                                      |
| 1958                       | The Blues Are Brewin'                                  | Decca DL 8701                                         |
| 1958                       | Lover Man                                              | Decca DL 8702                                         |
| 1958                       | Billie Holiday                                         | Commodore 30008                                       |
| 1958 (pubblicato nel 1986) | At Monterey                                            | Blackhawk 50701                                       |
| 1959                       | Seven Ages of Jazz                                     | Metrojazz 1009                                        |
| 1959                       | Billie Holiday                                         | MGM 3764                                              |

## Filmografia
- 1933: The Emperor Jones, appare in un cameo
- 1935: Symphony in Black, cortometraggio con Duke Ellington
- 1947: La città del jazz
- 1950: Sugar Chile Robinson, Billie Holiday, Count Basie and His Sextet, cortometraggio
- 1972: La signora del blues (Lady Sings the Blues), regia di Sidney J. Furie
- 2021: Gli Stati Uniti contro Billie Holiday (The United States vs. Billie Holiday) - film biografico